# Boulébané
Boulébané és una població del Senegal a la regió de Tambacounda, departament de Bakel.
Està situada a pocs quilòmetres del riu Falémé, i a pocs quilòmetres al sud-oest de Sénoudébou a la riba del riu Falémé. A l'est de la ciutat, i a la vora del riu, hi havia la població de Sénou-Débou. Boulébané fou capital tradicional de Bundu i ho va tornar a ser el 1886 després d'un període en què la capital va estar a Sénoudébou; una capital alternativa era Koussan que havia estat capital anteriorment (i després capital de la província del sud-est) i una altra fou Fatteconda, capital vers el 1800 quan hi va passar Mungo Park. A la segona meitat del segle xix la població estava ben fortificada i tenia per sota dels dos mil habitants. El governant local tenia el títol d'Eliman i estava supeditat a l'autoritat de l'Almamy. Al sud de la població hi ha les famoses mines del Bambuk, anomenades Kégnéba, i dos volcans, Dide i Sisandi-Saracolet.